# Morskoye (Kaliningrado)
Morskoye (en ruso: Морское, lit. 'pueblo sobre el mar'), conocida de manera oficial hasta 1946 como Pillkoppen (en alemán: Pillkoppen, en lituano: Pilkopa) es una localidad rural situada en el istmo de Curlandia que forma parte del distrito de Zelenogradsk en el óblast de Kaliningrado, Rusia.

## Geografía
Morskoye se encuentra en el territorio del Parque Nacional del Istmo de Curlandia, a 44 km de Zelenogradsk en la carretera Kaliningrado-Klaipeda. Morskoye es el último pueblo en el lado ruso del istmo de Curlandia, unos cinco kilómetros antes de la frontera con Lituania.

## Historia
La fundación de Pillkoppen se atribuye a la construcción del castillo de madera y la capilla de Neuhaus por parte de la Orden Teutónica en 1283. Sin embargo, es probable que antes existiera un asentamiento sami en el mismo sitio. Pilkoppen se mencionó por primera vez en 1532. Hasta principios del siglo XVIII el lugar se llamaba Neustadt, pero solo entonces se volvió a utilizar el antiguo nombre Pilkopa o Pillkoppen para el lugar actual, que significa colina del castillo, que deriva del antiguo prusiano Pilakōpō. El sitio de asentamiento original de Neustadt se encuentra probablemente a dos kilómetros al suroeste bajo una duna. De 1728 a 1839 hubo incluso dos asentamientos en paralelo: amenazados por las dunas móviles, los habitantes de Alt-Pillkoppen fundaron Neu-Pillkoppen. Cuando las dunas móviles llegaron a Neu-Pillkoppen, el pueblo fue reconstruido en el antiguo asentamiento.
Hasta 1939, el pueblo de Pillkoppen pertenecía al distrito de Fischhausen (hoy Primorsk); de 1939 a 1945 el distrito de Sambia. La mayoría de los residentes lograron escapar antes de que el Ejército Rojo ocupara istmo de Curlandia y, por lo tanto, Pillkoppen, en enero de 1945. Con la incorporación a la RSS de Rusia, el nombre del lugar se cambió a Morskoye. Desde la década de 1990, Morskoye se ha convertido cada vez más en el lugar de casas de vacaciones y dachas.

## Demografía
En 1910 la localidad contaba con 228 residentes y el número alcanzaba los 301 en 1939. En el pasado la mayoría de la población estaba compuesta por alemanes, pero tras el fin de la Segunda Guerra Mundial fueron expulsados a Alemania y se repobló con rusos.
| Gráfica de evolución de Morskoye entre 1910 y 2010 |
|                                                    |

## Infraestructura

### Turismo
Las principales atracciones del pueblo son la duna Efa y el lago del pueblo. Solo hay unas pocas casas antiguas en el pueblo, las "dachas" construidas desde 1990 se reconstruyen regularmente al estilo alemán. El lugar no es muy visitado por excursionistas debido a su lejanía y su playa del Mar Báltico (aproximadamente a un kilómetro de distancia) rara vez se visita, incluso en verano.

## Galería

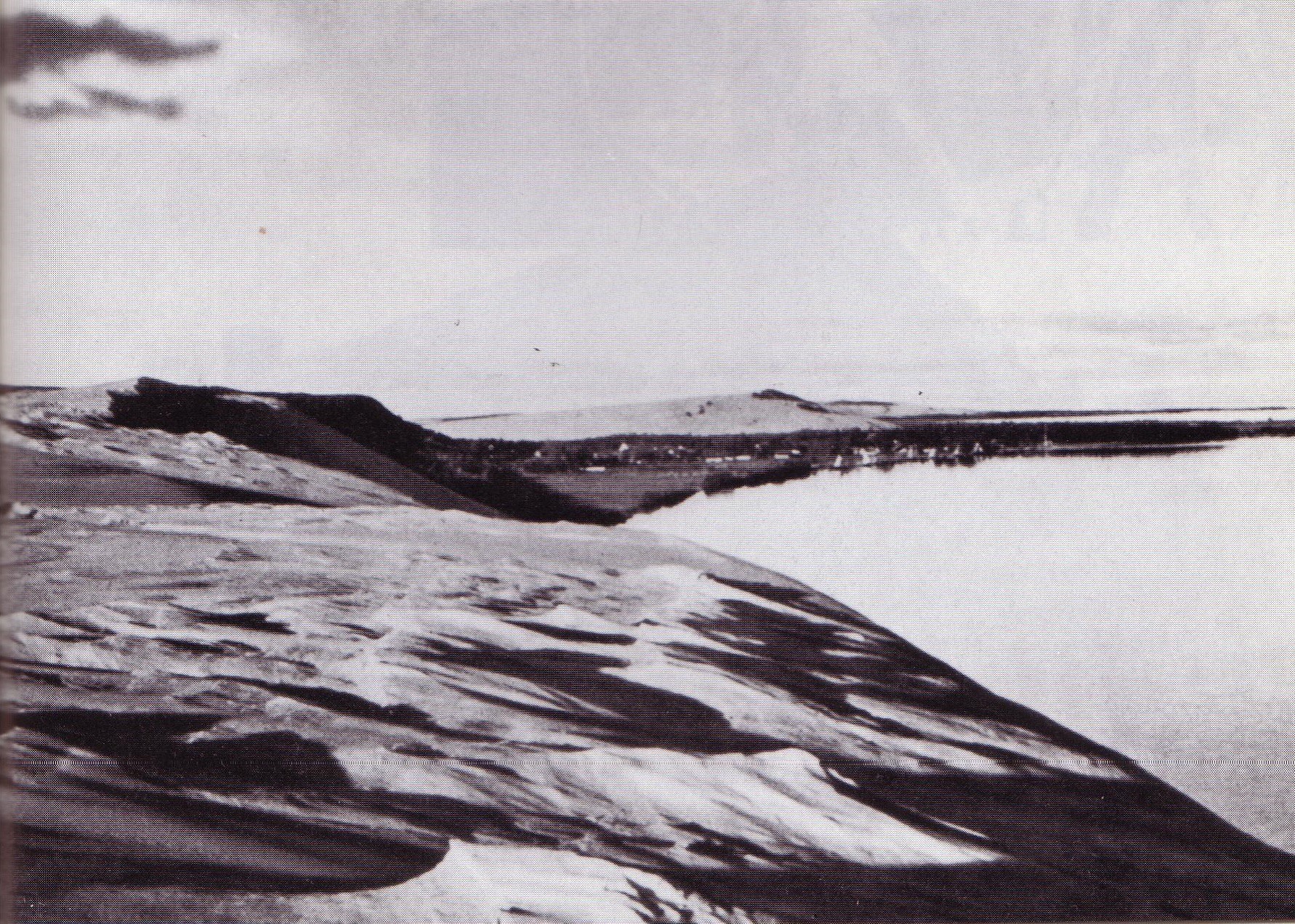
Dunas errantes cerca de Morskoye (antes de 1900)
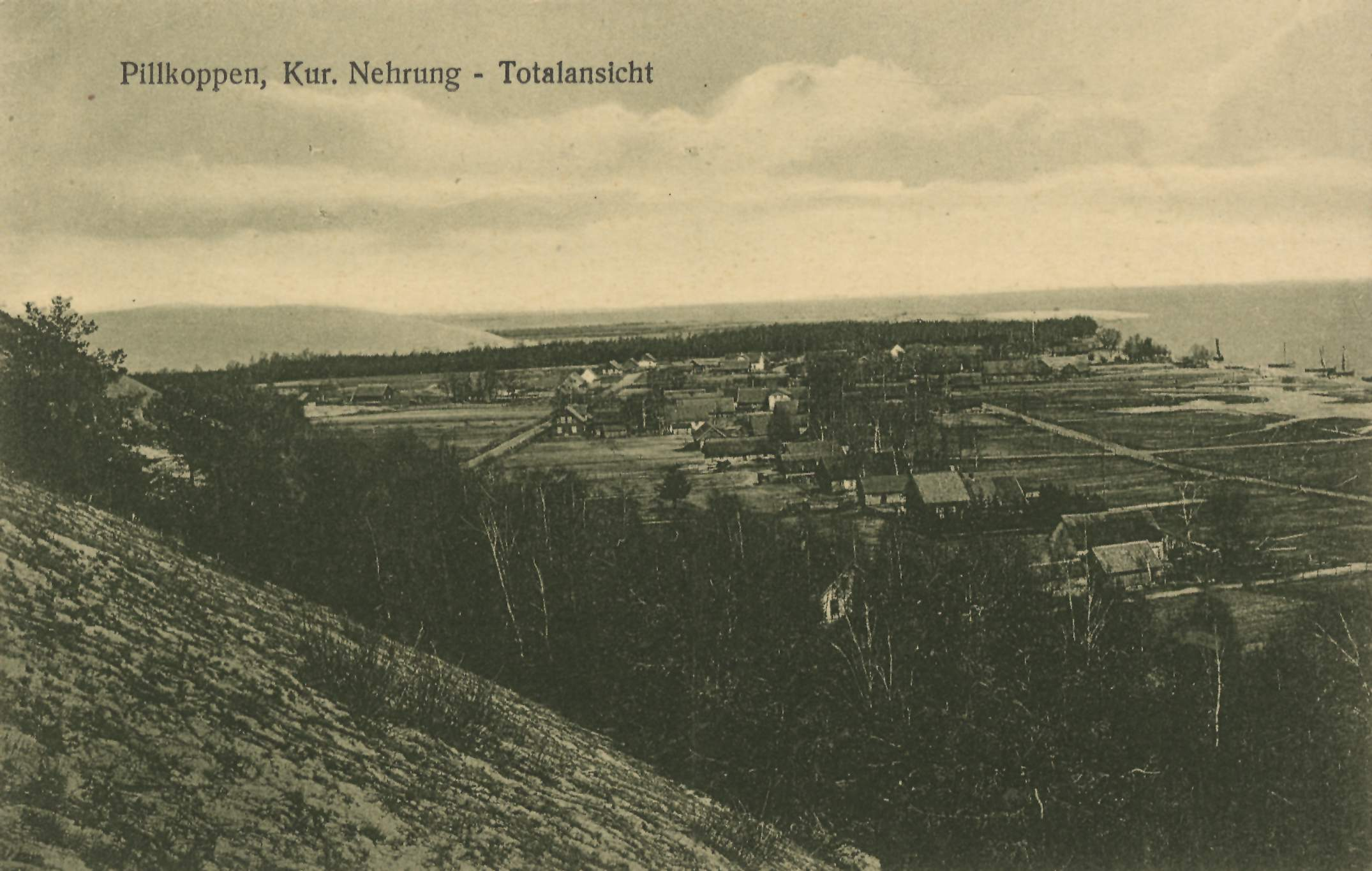
Postal de Pillkoppen (1900)
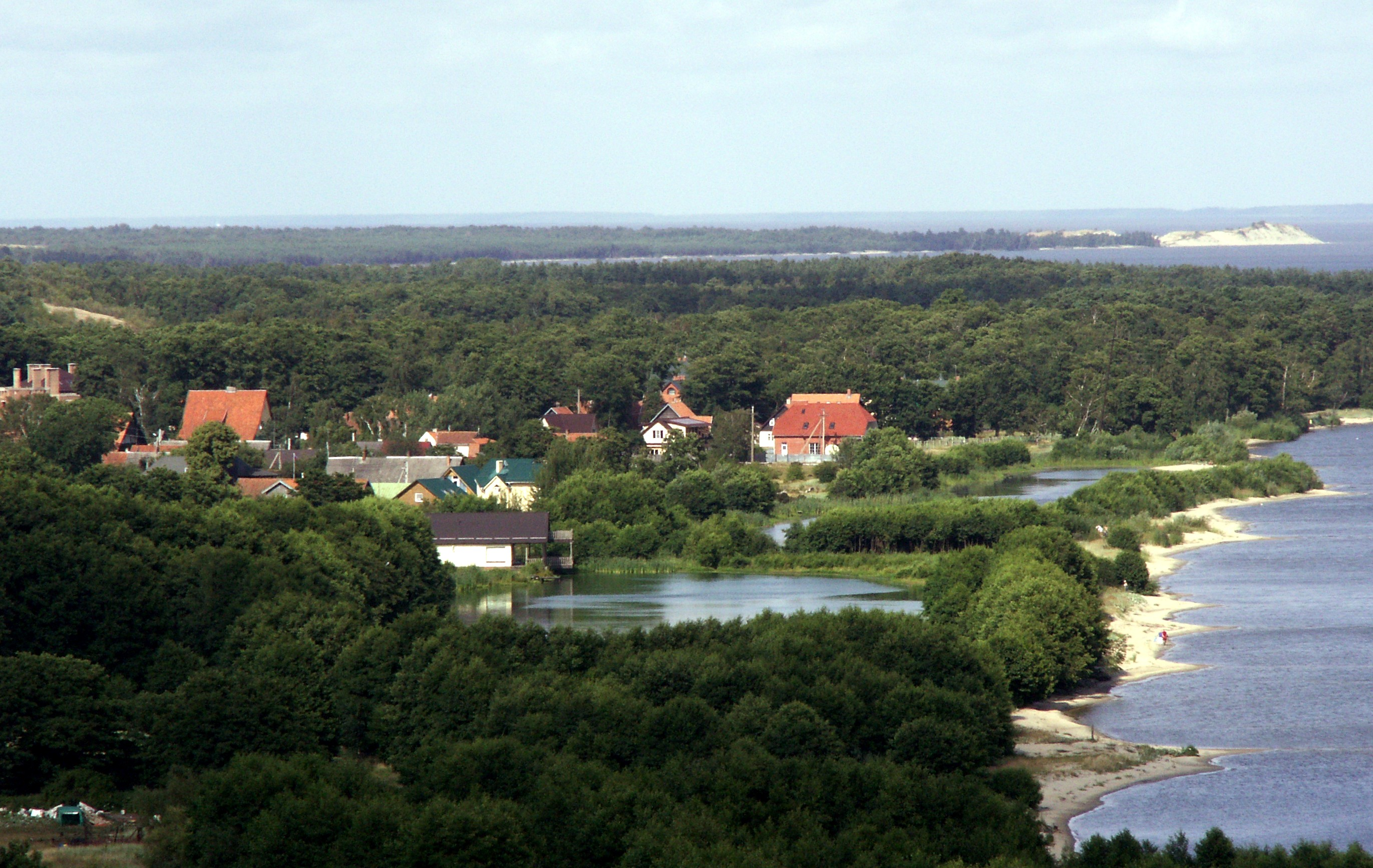
Morskoye en 2009
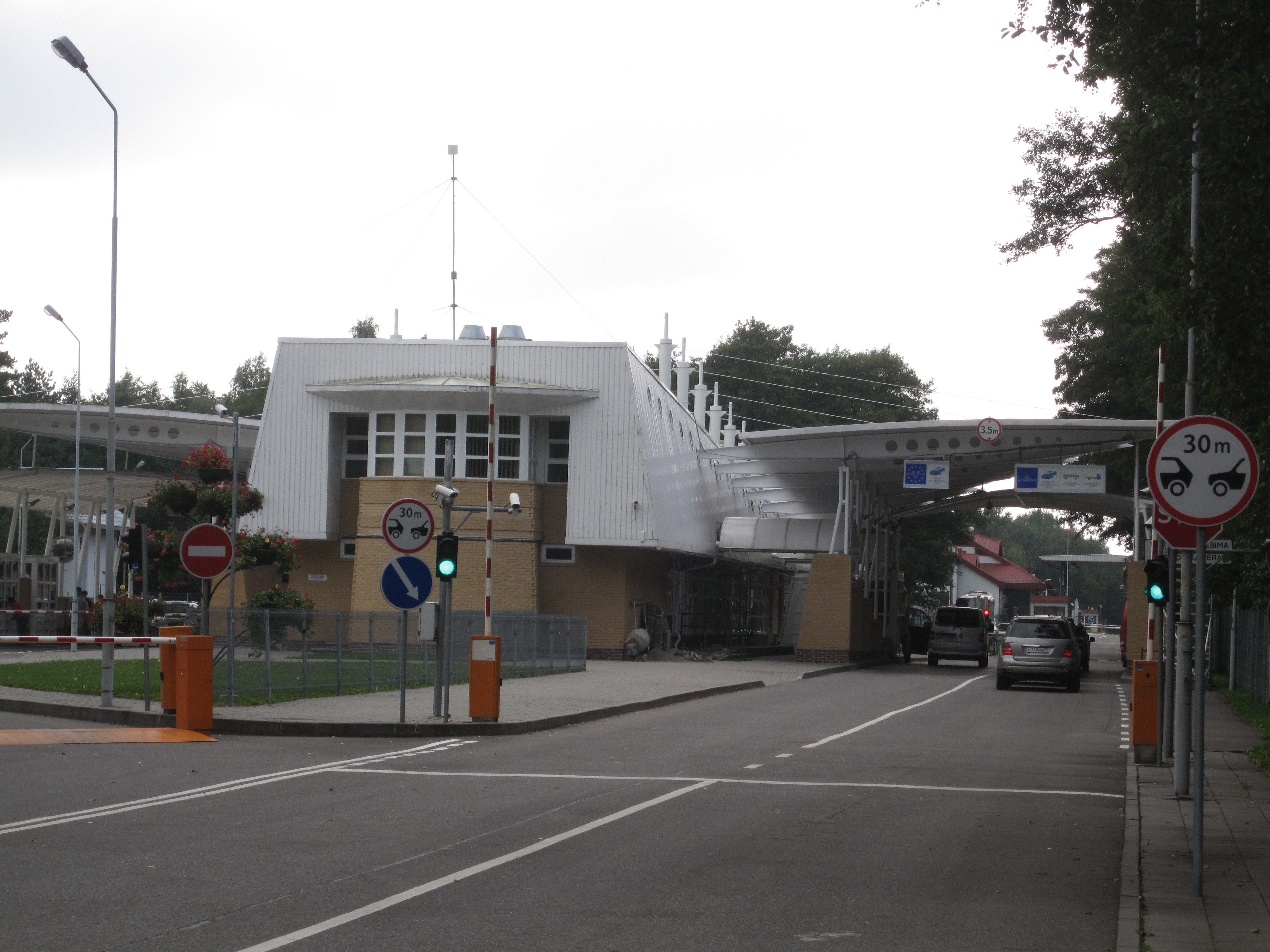
Frontera Lituania-Rusia cerca de Morskoye